# Mirando City
Mirando City – jednostka osadnicza w Stanach Zjednoczonych, w stanie Teksas, w hrabstwie Webb.